# Jablunkovské tunely
Jablunkovské tunely byly dva jednokolejné železniční tunely ležící na trati Bohumín – Čadca mezi železničními stanicemi Mosty u Jablunkova a Čadca. Tunely procházely Jablunkovským průsmykem. V letech 2007–2013 došlo k jejich přestavbě: tunel č. II byl přebudován na dvojkolejný, tunel č. I byl jako nevyužitý z části zasypán a je používán jako úniková chodba.

## Technické údaje
Jablunkovský tunel číslo I byl dlouhý 606,58 m. Délka původního Jablunkovského tunelu číslo II byla 608,20 m. Oba jednokolejné tunely byly vedeny v přímé linii a jednalo se o tunely vrcholové s maximálním sklonem 8,1 ‰. Nadloží dosahovalo výšky až 24 m. Světlá výška tunelové trouby činila cca 6 m, světlá šířka 5,5 m.

## Historie
Tunely byly vybudovány jako součást Košicko-bohumínské dráhy. Jablunkovský tunel číslo I byl postaven v roce 1870. Zdvoukolejnění tratě v úseku Čadca - Jablunkov proběhlo v roce 1898, avšak tunel zůstal pouze jednokolejný. Stavba Jablunkovského tunelu II byla zahájena v roce 1914 a do provozu byl uveden o tři roky později v roce 1917. V srpnu 1939 byla při Jablunkovském incidentu v obou tunelech odpálena nálož, což způsobilo poškození a zával tunelů. Roku 1940 bylo nadloží doplněno a destruované ostění obnoveno. Elektrifikace tunelů proběhla v roce 1963. V roce 1971 byl v tunelu zřízen železniční svršek ze zabetonovaných pražců. Ten se však neosvědčil, a proto byl v roce 1987 nahrazen klasickou konstrukcí z dřevěných pražců ve štěrkovém loži.

## Přestavba

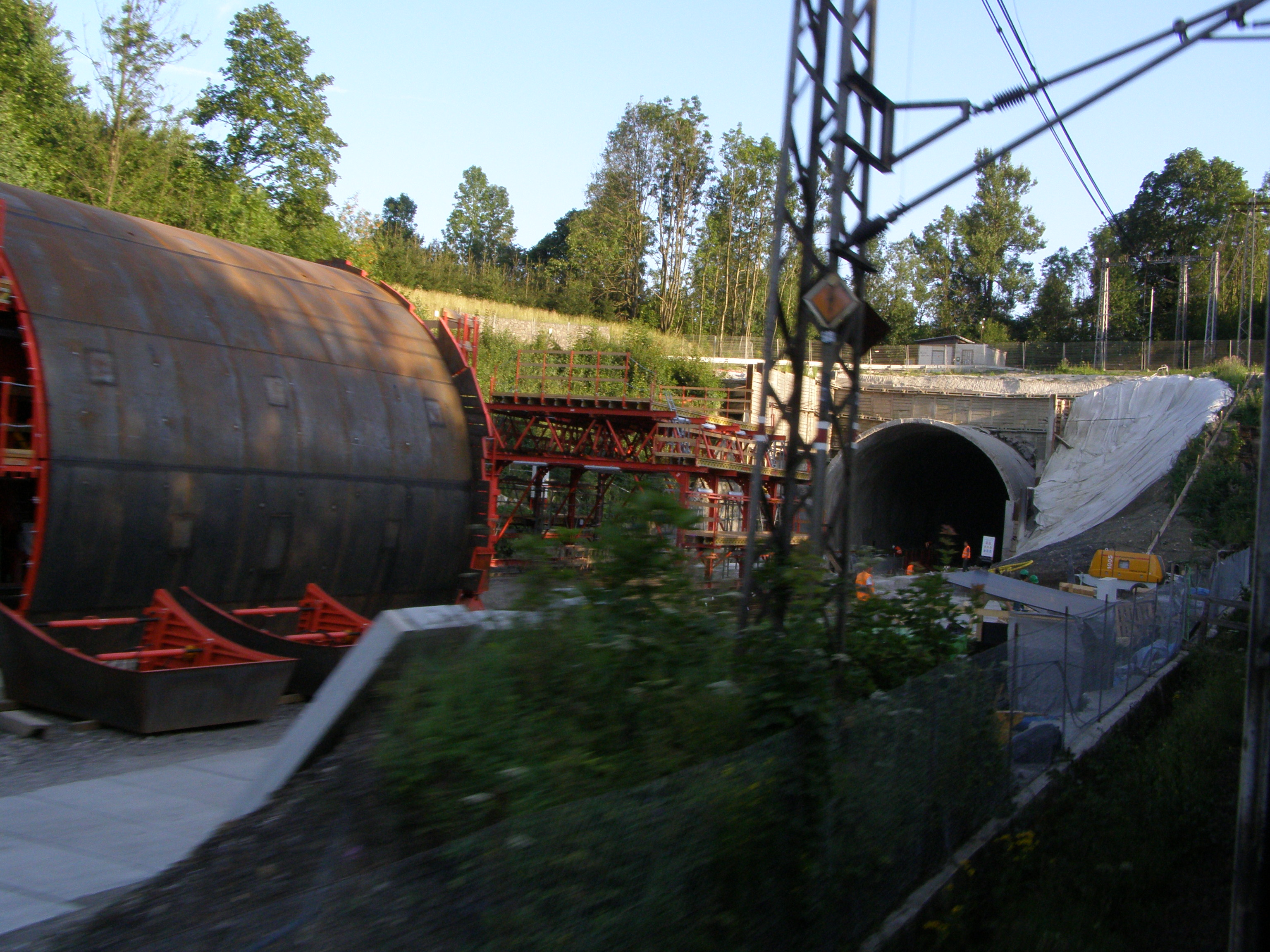
Výstavba nového tunelu (červen 2009)

V rámci stavby III. železničního koridoru byla v roce 2007 zahájena rozsáhlá přestavba. Podle původních plánů mělo dojít k přestrojení obou tunelových trub na dva nové jednokolejné tunely. Projektant však předložil návrh na rozšíření tunelu číslo II na dvoukolejný a zrušení tunelu číslo I. Po požadavku HZS Moravskoslezského kraje byl projekt přepracován a byla zrušena pouze část jednokolejného tunelu a zbytek spolu s novou propojkou byl využit pro únikovou štolu. Jižní portál tunelu číslo I s nápisem Kalchberg 1870 byl zrekonstruován a zachován jako technická památka pro příští generace. Status kulturní památky však tomuto tunelu odmítlo Ministerstvo kultury České republiky udělit.
V červnu 2009 byl nový, 612 m dlouhý tunel proražen. Výstavba probíhala novou rakouskou tunelovací metodou, avšak vzhledem ke špatným geologickým podmínkám (prakticky celá tunelová trouba se nachází v paleogenním podloží tvořeném převážně jílovci se sporadickými vrstvami prachovců a ojedinělými proplástky pískovců), současně s provizorní protiklenbou.
Dne 15. listopadu 2009 došlo k propadu části nadloží tunelu a na povrchu vznikl kráter o velikosti 150×50 m. Tento propad si vyžádal přerušení provozu, po prohlédnutí statikem byl však provoz ještě téhož dne obnoven. O dva dny později však došlo k dalšímu propadu, po kterém byl provoz přerušen až do 28. listopadu 2009. Při tomto propadu bylo zavaleno asi 80 m stavby a vznikl kráter o rozloze přes 7 000 m². Musela být evakuována jedna rodina žijící v domě na okraji kráteru. Při těchto propadech došlo k zavalení téměř jedné třetiny délky již proraženého tunelu. Kvůli tomu nebylo možné stihnout původní termín dokončení v listopadu 2011.
Dne 31. května 2013 byl v novém dvoukolejném tunelu zahájen provoz po jedné koleji, současně byl zastaven provoz v tunelu číslo I. Zcela zprovozněn byl 11. července 2013.